# Cratere Victa
Victa  è un cratere sulla superficie di Cerere.